# Playa de Carniciega
La playa de Carniciega, también conocida como playa de la Barquera, se encuentra en el concejo asturiano de Gozón y pertenece a la localidad de San Martín de Podes, del concejo asturiano de Gozón, en España. El grado de urbanización y de ocupación son bajos y su entorno es rural.

## Descripción
El lecho tiene la arena de grano medio y de color tostado. Las bajadas peatonales son muy fáciles, inferiores a 500 m. Los grados de urbanización y ocupación son muy bajos. Es una de las playas más apacibles, tranquilas y con mejor arena de Asturias.
Para acceder a esta playa hay que seguir un camino que va hacia la Playa de Aguilera o bien por otro que viene desde la Playa de Verdicio. Durante la bajamar se puede pasar fácilmente desde la Playa de Verdicio a la de Carniciega. La ubicación del aparcamiento no está indicada pero se puede acceder tomando la primera desviación, en curva, si se circula desde Verdicio hacia Avilés por la «carretera de la costa»
Esta zona, que forma parte de la Costa Central asturiana, está considerada como Paisaje protegido del Cabo de Peñas. En las proximidades está el Castro de Los Garabetales y un conjunto dunar extenso. Dispone de aparcamiento en un prado cercano y servicio de vigilancia. La zona es «Paisaje protegido del Cabo Peñas».